# Фултон (округ Скогарі, Нью-Йорк)
Фултон (англ. Fulton) — місто (англ. town) в США, в окрузі Скогарі штату Нью-Йорк. Населення — 1199 осіб (2020).

## Демографія
Згідно з переписом 2010 року, у місті мешкали 1442 особи в 547 домогосподарствах у складі 376 родин. Було 869 помешкань
Расовий склад населення:
| - 93,1 % — білих - 4,3 % — чорних або афроамериканців - 0,7 % — азіатів - 0,6 % — корінних американців |

До двох чи більше рас належало 0,8 %. Частка іспаномовних становила 2,6 % від усіх жителів.
За віковим діапазоном населення розподілялося таким чином: 18,5 % — особи молодші 18 років, 65,7 % — особи у віці 18—64 років, 15,8 % — особи у віці 65 років та старші. Медіана віку мешканця становила 42,5 року. На 100 осіб жіночої статі у місті припадало 127,8 чоловіків;  на 100 жінок у віці від 18 років та старших — 132,2 чоловіків також старших 18 років.
Середній дохід на одне домашнє господарство  становив 65 654 долари США (медіана — 40 114), а середній дохід на одну сім'ю — 66 682 долари (медіана — 52 273). Медіана доходів становила 51 979 доларів для чоловіків та 38 281 долар для жінок. За межею бідності перебувало 12,6 % осіб, у тому числі 1,1 % дітей у віці до 18 років та 17,9 % осіб у віці 65 років та старших.
Цивільне працевлаштоване населення становило 466 осіб. Основні галузі зайнятості: освіта, охорона здоров'я та соціальна допомога — 22,7 %, виробництво — 19,1 %, роздрібна торгівля — 13,3 %, публічна адміністрація — 7,7 %.